# Campionat britànic de motocròs 1968
La temporada de 1968 del Campionat britànic de motocròs fou la 17a edició d'aquest campionat, organitzat per l'ACU. D'ençà d'aquella temporada, les curses puntuables canviaren de format i passaren a fer-se a dues manegues, de 30 minuts més dues voltes cadascuna.

## Classificació final
Font:

### 500cc
| Posició | Pilot           | Motocicleta | Punts |
| ------- | --------------- | ----------- | ----- |
| 1       | John Banks      | BSA         | 56    |
| 2       | Vic Eastwood    | Husqvarna   | 43    |
| 3       | Dave Nicoll     | BSA         | 33    |
| 4       | Keith Hickman   | BSA         | 26    |
| 5       | Jeff Smith      | BSA         | 21    |
| 6       | Alan Clough     | Husqvarna   | 14    |
| 7       | Don Rickman     | Metisse     | 11    |
| 8       | Malcolm Davis   | AJS         | 6     |
| 9       | Arthur Browning | Greeves     | 6     |
| 10      | Terry Challinor | Sprite      | 6     |

### 250cc
| Posició | Pilot           | Motocicleta  | Punts |
| ------- | --------------- | ------------ | ----- |
| 1       | Malcolm Davis   | AJS          | 45    |
| 2       | Don Rickman     | Bultaco      | 34    |
| 3       | Andy Roberton   | Husqvarna    | 29    |
| 4       | Arthur Browning | Greeves      | 21    |
| 5       | Freddie Mayes   | ČZ i Montesa | 20    |
| 6       | Vic Allan       | Greeves      | 19    |
| 7       | Dick Clayton    | AJS          | 17    |
| 8       | Alan Clough     | Husqvarna    | 16    |
| 9       | Jim Aird        | Montesa      | 10    |
| 10      | Terry Challinor | Sprite       | 10    |